# Licença para Casar
License to Wed (bra/prt: Licença para Casar) é um filme estadunidense de 2007, do género comédia romântica, dirigida por Ken Kwapis.

## Sinopse
Ao conhecer Ben (John Krasinski), o homem de seus sonhos, Sadie (Mandy Moore) pretende se casar, mas a tradicional igreja da família dela apenas realizará a cerimônia se o casal passar por um curso de preparação de noivos, ministrado pelo excêntrico reverendo local, Frank (Robin Williams).

## Produção
As filmagens aconteceram parcialmente na Primeira Igreja Congregacional em Long Beach, Califórnia, bem como em outros locais da região. Ken Kwapis freqüentemente dirigia episódios da série The Office. Isso resultou na participação dos membros do elenco de The Office, John Krasinski, Angela Kinsey, Mindy Kaling e Brian Baumgartner. As filmagens começaram em 16 de maio de 2006.

## Elenco
- Robin Williams .... Reverendo Frank
- Mandy Moore .... Sadie Jones
- John Krasinski .... Ben Murphy
- Eric Christian Olsen .... Carlisle
- Christine Taylor .... Lindsey Jones
- DeRay Davis .... Joel
- Peter Strauss .... Sr. Jones
- Grace Zabriskie .... Vovó Jones
- Roxanne Hart .... Sra. Jones
- Mindy Kalling .... Shelley
- Angela Kinsey .... Judith
- Rachael Harris .... Janine
- Brian Baumgartner .... Jim
- Nicole Randall Johnson .... Louise